# وليام لي د. يوينغ
وليام لي د. يوينغ (بالإنجليزية: William Lee D. Ewing) (و. 1795 – 1846 م) هو سياسي أمريكي ولد في باريس.
تولى منصب عضو مجلس الشيوخ الأمريكي .